# Kew

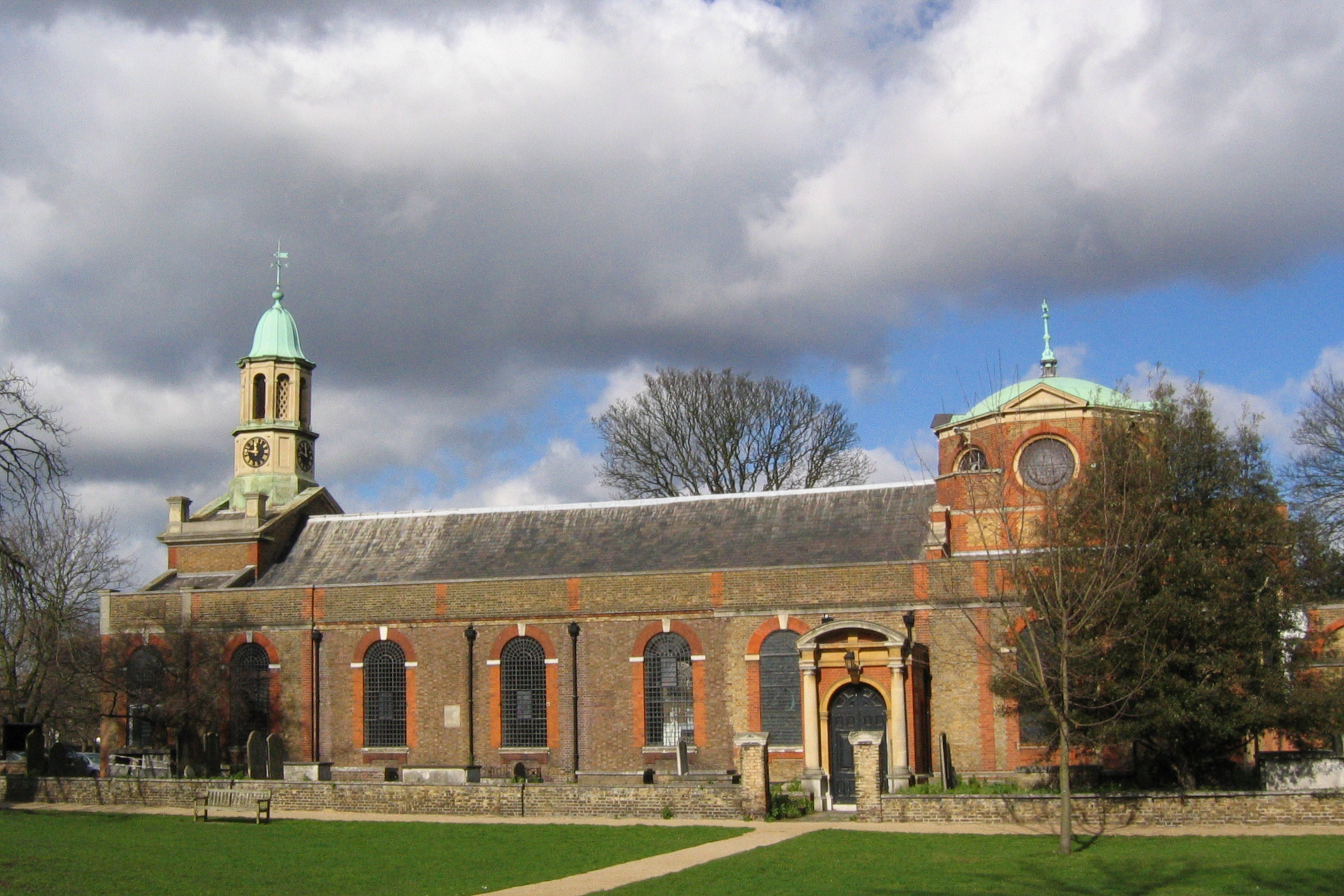
Farní kostel Saint Anne nacházející se v Kew.

Kew je místo v London Borough of Richmond upon Thames na jihozápadě Londýna.
Nachází se zde Královská botanická zahrada, Kew Palace a Národní archiv, farní kostel Saint Anne.

## Původ jména
Jméno Kew je kombinací dvou slov – starofrancouzského kai (přístaviště) a staroanglického hoh (výběžek země). Myšlen je břeh řeky Temže. V roce 1327 bylo toto jméno zapsáno jako Cayho.